# إدواردو موراليس ميراندا
إدواردو موراليس ميراندا (بالإسبانية: Eduardo Morales Miranda)‏ هو طبيب تشيلي، ولد في 14 نوفمبر 1910 في كونستيتسيون في تشيلي، وتوفي في 17 نوفمبر 2012 في سانتياغو في تشيلي.